# Rhizopus
Rhizopus es un género de mohos que incluyen especies cosmopolitas de hongos filamentosos hallados en el suelo, degradando frutos y vegetales, heces animales, y residuos. 
Las especies de Rhizopus producen esporas asexuales y sexuales. Las esporangiosporas asexuales se producen dentro de una estructura aguzada, el esporangium, y son genéticamente idénticas a su padre. En Rhizopus, el esporangio es soportado por una gran columela apofisada, y el esporangióforo asoma entre rizpodes distintivos. Zigosporas negras se producen después de dos fusiones compatibles de micelios durante la reproducción sexual. Y hacen colonias que pueden ser genéticamente diferentes de sus padres.

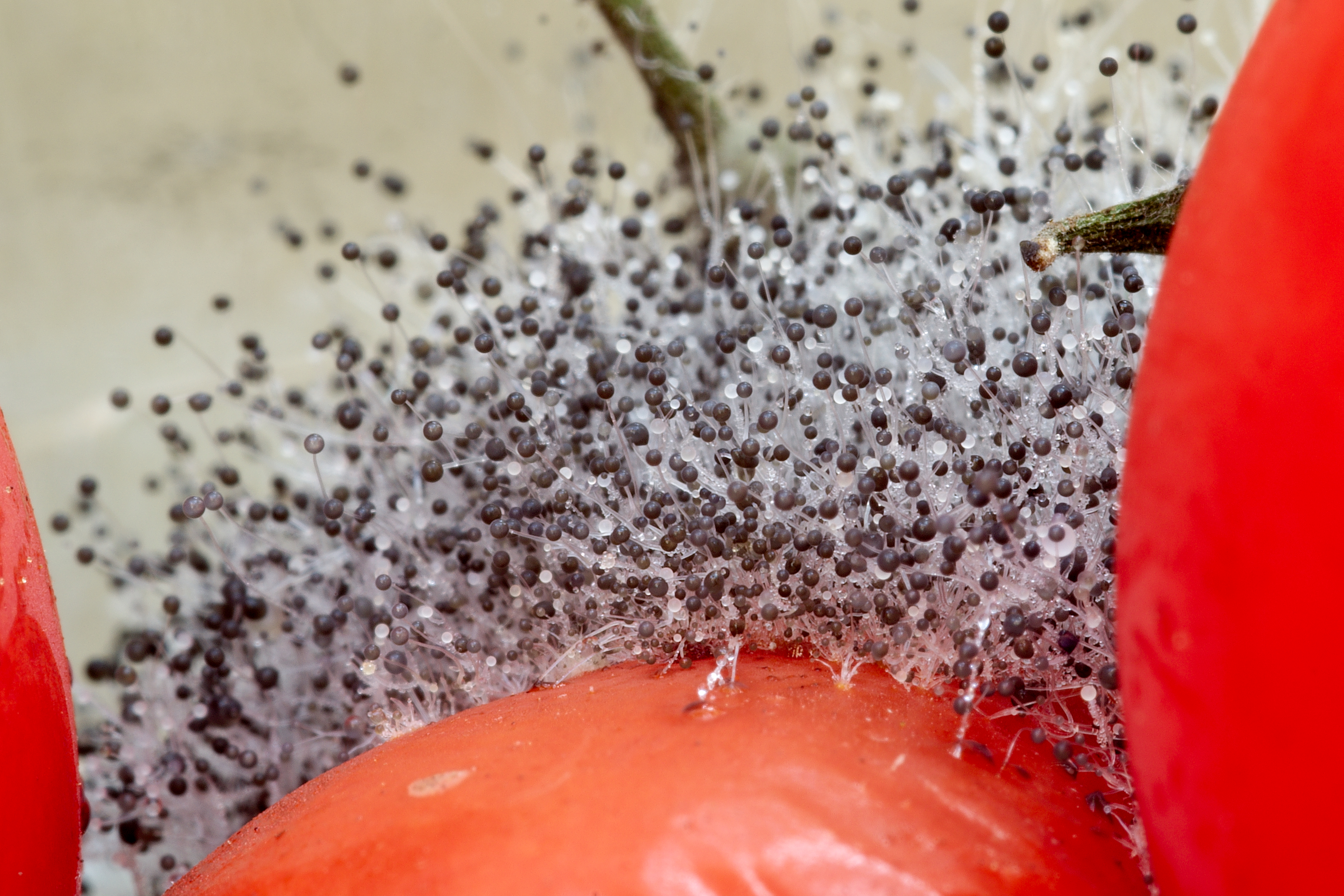
Moho de Rhizopus creciendo en un tomate.

Algunas spp. de Rizopus son agentes oportunistas de zigomicosis humana. Pueden causar serias (y con frecuencia mortales) infecciones en humanos y en animales debido a su rápido crecimiento a relativamente altas temperaturas. Algunas especies son patógenos vegetales. Dos son usados en fermentación: Rhizopus oligosporus, en la producción de tempeh, un alimento fermentado derivado de grano de soja; R. oryzae se usa en la producción de bebidas alcohólicas, en partes de Asia y de África.
Hongo filamentoso que presenta esporangióforos sin ramificar (de hasta 2 mm x 20 µm), de color pardo oscuro que nacen de un gran nudo de rizoides bien desarrollados.
Esporangios esféricos negros (de hasta 275 µm de diámetro)
con columela. Esporangiosporas negras de 8
a 15 µm. Abundantes rizoides y zigosporas esféricas de pared
gruesa, desnuda (de hasta 200 µm de diámetro).
Clamidosporas ausentes.
Colonias de crecimiento rápido (cubren prácticamente toda
la superficie de la placa en tres días a 25 °C) de aspecto consistente, con denso micelio aéreo, algodonosas, al principio
blancas, después gris oscuras (micelio rojizo, grisáceo o
marrón) (Figura 72). Se reconoce fácilmente por sus espolones hialinos o parduzcos, sus rizoides numerosos y pardos y
sus esporangios negros y lustrosos (brillantes).